# Anomala kindiae
Anomala kindiae är en skalbaggsart som beskrevs av Machatschke 1972. Anomala kindiae ingår i släktet Anomala och familjen Rutelidae. Inga underarter finns listade i Catalogue of Life.